# Lindsay Alcock
Lindsay Alcock (* 8. Oktober 1977 in Calgary, Alberta) ist eine ehemalige kanadische Skeletonpilotin.
Alcock lebt in Calgary und wurde von Teresa Schlachter trainiert. Sie begann ihre internationale Karriere im November 2000 als Siegerin in einem America’s-Cup-Rennen. Ein Jahr später startete sie in Königssee zum ersten Mal im Weltcup und wurde gleich Dritte. Noch im Dezember des Jahres gewann sie in Calgary ihr erstes Weltcuprennen. Die Saison 2001/02 schloss sie als Dritte des Gesamtweltcups ab. 2002/03 wurde sie Zweite und 2003/04 gewann sie den Gesamtweltcup. 2004/05 wurde sie Vierte. In der Saison 2007/08 gewann sie die Gesamtwertung des neu geschaffenen Skeleton-Intercontinentalcup und gewann dabei drei der sechs Saisonrennen.
2002 nahm sie an den Olympischen Winterspielen in Salt Lake City teil und wurde Sechste. In Königssee gewann sie bei den Weltmeisterschaften 2004 hinter Diana Sartor die Silbermedaille, im Jahr darauf in Calgary wurde sie Sechste. Bei den Kanadischen Meisterschaften gewann sie 2004 und 2005 den Titel, 1999 Silber und 2001 Bronze. Nach Ausscheidungsrennen innerhalb der kanadischen Mannschaft für die Saison 2008/09 beendete sie im November 2008 ihre Laufbahn. Insgesamt nahm sie an 34 Weltcuprennen teil von denen sie sechs gewann. Alcock ist Athletenbotschafterin der Entwicklungshilfeorganisation Right to Play.